# Форио
Форио (итал. Forio) — коммуна в Италии, располагается в регионе Кампания, в провинции Неаполь.
Население составляет 16 675 человек (2008 г.), плотность населения составляет 1390 чел./км². Занимает площадь 12 км². Почтовый индекс — 80075. Телефонный код — 081.
Покровителем коммуны почитается святой Вит, празднование 15 июня.

## Демография
Динамика населения:

## Города-побратимы
- Брюссон, Италия
- Полиньяно-а-Маре, Италия
- Камара-ди-Лобуш, Португалия

## Администрация коммуны
- Официальный сайт: http://www.comune.forio.na.it